# Unikowice
Unikowice – wieś w Polsce położona w województwie opolskim, w powiecie nyskim, w gminie Paczków.
W latach 1975–1998 miejscowość administracyjnie należała do ówczesnego województwa opolskiego.

## Toponimia
Do końca II wojny światowej wieś Unikowice nazywała się Heinzendorf. Niemiecka nazwa wsi jest dzierżawcza i pochodzi od imienia Heirich.

## Zabytki
Do wojewódzkiego rejestru zabytków wpisane są:
- kaplica, z 1774 r.
- dom nr 39, drewniany, z XVIII/XIX w.

W roku 1945 stacjonowała tu strażnica Wojsk Ochrony Pogranicza.